# スケッジャ・エ・パシェルーポ
スケッジャ・エ・パシェルーポ（伊: Scheggia e Pascelupo）は、イタリア共和国ウンブリア州ペルージャ県にある、人口約1,200人の基礎自治体（コムーネ）。

## 地理

### 位置・広がり

#### 隣接コムーネ
隣接するコムーネは以下の通り。括弧内のPUはペーザロ・エ・ウルビーノ県、ANはアンコーナ県所属を示す。
- カンティアーノ (PU)
- コスタッチャーロ
- フロントーネ (PU)
- グッビオ
- サッソフェッラート (AN)
- セッラ・サンタッボンディオ (PU)

### 気候分類・地震分類
スケッジャ・エ・パシェルーポにおけるイタリアの気候分類 (it) および度日は、zona E, 2416 GGである。
また、イタリアの地震リスク階級 (it) では、zona 2 (sismicità media) に分類される。

## 行政

### 分離集落
スケッジャ・エ・パシェルーポには、以下の分離集落（フラツィオーネ）がある。
- Aiale, Belvedere, Buotano, Campitello, Casacce, Casequattro, Coldipeccio, Fossarave, Isola Fossara, La Pezza, Montebollo, Monte Fiume, Pascelupo, Perticano, Ponte Calcara, Scheggia (sede comunale), Valdorbia